# 國民革命軍第六十六軍
國民革命軍第六十六軍為國民革命軍組建的一個軍級部隊，因戰力不足而多度遭撤銷。

## 粵系第一次组建
1937年松滬會戰爆發後，國民政府進入全面戰爭狀態，各地軍閥也接受了國民政府軍事委員會委員長蔣中正對其部隊指揮。
六十六軍的核心為粵系軍閥之兵力，在1937年由國民革命軍第159師（師長譚邃）與國民革命軍第160師（師長葉肇）合編，軍長由第160師師長葉肇兼任，隸屬於國民革命軍第十二集團軍（司令官余漢謀）。
1937年8月，六十六軍自廣州乘車轉運上海參戰，並將粵軍教導旅（旅長彭林生）編入六十六軍序列。9月份投入吳淞口戰線，在經過為期一個月的作戰後，六十六軍損失慘重，教導旅戰損至無法重編，殘部編入160師補充。
由於上海戰線在10月底總崩，六十六軍與一干友軍後撤至南京，由於中途因撤退與阻擊等戰損無時間補充，至南京保衛戰時六十六軍僅重整出2個旅的編制，旅長為林偉濤、喻英奇。而南京一役後，因指揮官決策失誤導致守城部隊各自突圍，導致六十六軍逃出南京時大致上已經編制崩潰。葉肇在逃脫時一度遭日軍俘虜，最後趁機逃脫。
在1938年初，葉肇返回廣東後六十六軍逐步重建，駐地湖南攸縣，編制同樣為159、160師。1938年2月，葉肇將160師師長一職轉交副師長華振中繼任。
1938年7月，六十六軍投入武漢會戰，佈署在南潯鐵路南昌段防禦，並參予了萬家嶺戰役，完成了被賦予的阻絕防禦任務。
1938年底，譚邃接任六十六軍副軍長，159師師長由陳驥接任。
1939年1月，160師師長華振中因與葉肇有相處衝突因此遭撤換，其職務由副師長宋士台扶正。
由於武漢會戰時日軍占領廣州，余漢謀認為廣東省防禦力不足，因此請求蔣中正返還其部隊強化當地防禦。因此六十六軍在武漢會戰後調入廣東省北部。返粵後，余漢謀將151師（師長林偉儔，中央系）撥編六十六軍序列，因此在1939年後六十六軍下屬3個師。
1939年秋季，因葉肇升職為國民革命軍第三十七集團軍司令，其軍長一職由當時已在英屬香港養病的副軍長譚邃接任，副軍長則由159師師長陳驥升任，159師師長由原本的副師長官禕接任。1939年10月譚邃病故，陳驥之副職隨即扶正。
1939年底，六十六軍159、160師投入桂南會戰，於廣西省柳州周邊駐防。159師在會戰中隨國民革命軍第五軍指揮投入崑崙關戰役，因部隊遭轉用，因此臨時編入110師（師長吳紹周，中央軍系）供差遣。會戰中，因葉肇未遵循上層命令延後開拔至永淳縣，導致日軍輕易從該地渡過永淳河、佔領賓陽。賓陽失守則導致第三十八集團軍遭到重創失能。
會戰後，在1940年初的柳州軍事會議中，蔣中正裁決，葉肇抗命遭到撤職，六十六軍番號撤銷，159師師長官禕、160師師長宋士台亦因作戰不力遭撤職。

## 中央系第二次组建
1941年12月底，國民政府軍事委員會以在重庆的军政部第二補訓总處改编为下辖三个师的甲种军第六十六軍，軍長張軫，副军长成刚。1942年2月11日，第六十六军在贵州普安成立。軍直屬部隊由原补训总处官兵组建的四个直属营：特務營、搜索營、工兵營、戰車防禦炮營（編制4門37戰防炮）。另从贵阳师管区拨新兵一千五百人，编成一个军直属辎重团。
- 新編第28師：軍委會別動总隊（总队长康泽）第一支队于1939年6月16日在重庆改编为新28师，隸屬重慶衛戍司令部。1940年駐防貴州，由滇黔綏靖公署指揮。師長劉伯龍。辖第82团（团长梁少雄）、第83团（团长杨砺初）、第84团（团长薛健仁）。
- 新編第29師：1939年6月16日在重庆军委会别动总队第二支队改编为新29师，隶属重庆卫戍总司令部。師長馬維驥（四川新都人，黄埔二期），辖第85团（团长李寅星），第86团（团长何树屏）、第87团（团长陈海泉）。1942年2月改隶第66军， 4月开赴缅甸参加第一次远征。作战中因上峰指挥不当，在日军第56师团一部迂回突进至腊戍至雷列姆公路时，方仓促赶往腊戍布防，未集结完毕便被日军各个击破，遭到重创，第87团团长陈海泉（黄埔六期工兵科）阵亡。1942年9月7日该师裁撤，所剩官兵补充新28师。
- 新編第38師：由原税警总团第二、三、四团和直属队于1941年12月15日在贵州都匀组建新38师，直属军委会，首任师长孙立人，副师长唐守治（黄埔五期工兵科），副师长兼政治部主任齐学启，参谋长何钧衡（东北讲武堂七期炮兵科），辖第112团（团长陈鸣人）、 113团（团长刘放吾） 、114团（团长李鸿）。1942年2月改隶第66军，2月下旬自都匀开拔，徒步行军四五百公里前往贵州兴义集结，4月开赴缅甸参加第一次远征。

1942年3月23日日本軍在缅北開始進攻，以縱隊快速向細胞、臘戍穿插突進。1942年4月上旬編入中國遠征軍出境参加緬甸戰役，18日改隶中国远征军第一路军（司令长官罗卓英），配置在腊戍、瓦城地区机动使用。六十六軍除了將新38師調撥給配属西路，归远征军第一路军司令长官罗卓英、第五軍杜聿明军长指挥；也曾計畫派遣新28師至瓦城強化當地防禦，但因轉運期間該地遭日軍奪佔，因此主力仍駐守臘戍。1942年4月27日，日軍第56師團進攻臘戍，新28師、新29師與六十六軍直屬部隊在該地持續防禦至5月2日，因無力作戰朝北撤退，自平戛等地陸續渡過怒江，返回雲南。
新38師則在4月中旬的仁安羌之戰後，決定撤向印度。在六十六軍分路撤離緬甸後，因主力戰鬥部隊折損殆盡，番號撤編。新28師改編給國民革命軍第七十一軍、新29師改編至國民革命軍第六軍、新38師則變成中國駐印軍主力，隨後轉為國民革命軍新編第一軍之基礎。

## 土木系第三次成立
1942年8月暂编第九军从浙江调入第六战区，1942年12月改隸屬长江上游江防军。主要用於戰線監視與防禦等靜態任務。1942年12月陈诚对该军彻底改组：暂编第32师改隶第八十六军、暂编第34师改隶第十八军、暂编第35师改隶第九十四军，第九十四军第185师和第十八军第199师编入该军。原军长冯圣法调任委员长侍从室第三组组长。
- 军长方靖
- 副军长：王毓文、陈式正
- 第185师。师长石祖黄、李仲辛
- 第199师，师长宋瑞珂、彭戰存

1943年2月参加了鄂西会战。 1943年10月4日暂编第九军在湖北松滋改为第六十六军。
1946年5月，六十六軍接受編遣計畫編為整編第66師，中將師長宋瑞珂。
1947年7月，整編66師在山東西南羊山集战役被晋冀鲁豫野战军殲滅，宋瑞珂被俘。
1947年9月，國民政府決定重建整編66師：
- 师长李仲辛、1948年7月羅賢達
- 整編第13旅：旅長羅賢達、1948年3月鄭潔、1948年7月羅有經
- 整編第185旅：旅長李仲辛、1946年塗煥陶、1947年9月周穆深、1948年7月袁樾人
- 整編第199旅：旅長彭戰存、1946年王士翹、1947年9月張潔、1947年11月蕭炳寅。1948年6月改隸屬國民革命軍第七十九軍。

1948年9月恢復第六十六軍番號，羅賢達改任軍長，各旅長改為師長。
1949年初改隸第七綏靖區。1949年4月，該軍在皖南被殲。